# Park Miejski w Głogówku
Park Miejski w Głogówku – zabytkowy park o powierzchni 17 ha, położony niedaleko centralnej części Głogówka, w sąsiedztwie zamku. Granicę parku wyznaczają: ul. Pasternik (północ), Młynówka (zachód), ul. Piastowska (południe) i zabudowa Starego Miasta (wschód). Występują w nim rzadkie okazy drzew i krzewów egzotycznych.

## Historia
Park w Głogówku został założony w XVII wieku w miejscu dawnych fortyfikacji ziemnych z inicjatywy rodziny Oppersdorffów, właścicieli pobliskiego zamku. W części ogrodu zwanej Weingarten znajdowała pustelnia św. Prokopa nad rzeką Młynówką, ufundowana przez Oppersdorffów. Mieszkaniec pustelni, za pieniądze otrzymane od rodziny hrabiowskiej, miał za zadanie opiekować się otoczeniem zamku oraz kaplicami. W 1643 pustelnia została zdewastowana przez żołnierzy i częściowo spłonęła. W połowie XVII wieku obszar parku został poszerzony i nadano mu charakter wypoczynkowo-użytkowy.
W 1731 wybuchł drugi pożar pustelni św. Prokopa, w którym zginął pustelnik Jacob Marx. W 1779 hrabia Henryk Ferdynand von Oppersdorff odnowił pustelnię. Od 1808 budynek nie pełnił funkcji pustelni. Do lat 90. XIX wieku służył jako mieszkanie stróża parkowego, następnie stał się lamusem na narzędzia ogrodnicze. W połowie XIX wieku, pod kierownictwem architekta Glücka, park został przekształcony na styl angielski i zasadzono w nim egzotyczne drzewa i krzewy.
W 1830 w północno-zachodniej części parku zbudowano drewnianą oranżerię. Uległa ona spaleniu, w 1914 została odbudowana ze stali. Po II wojnie światowej w parku pochowani zostali żołnierze Armii Czerwonej. Ekshumowano ich w latach 50.
W latach 2015–2016 w parku zostały przeprowadzone prace mające na celu poprawę jego infrastruktury.

## Przyroda
Głogówecki Park Miejski należy do najlepiej utrzymanych obiektów tego typu w regionie. Są tu liczne chronione i rzadkie gatunki roślin. Występuje tu m.in. bluszcz (Hedera L.), daglezja (Pseudotsuga Carriere), modrzew kanadyjski (Larix lyallii Parl.), platan (Platanus L.), cypryśnik (Taxodium Rich.), w strefie runa śnieżyczka przebiśnieg (Galanthus nivalis L.), miodunka ćma (Pulmonaria obscura Dumort.) i złoć żółta (Gagea lutea), a także ginące w skali kraju gatunki mszaków. Na listę pomników przyrody wpisana została grupa dziewięciu dębów szypułkowych (Quercus robur L.) w zachodniej części parku, wzdłuż Młynówki.
Walorem parku jest morfologia jego terenu. Jego górna część, na której znajduje się zamek, jest okalana stromą skarpą z fragmentami murów miejskich, za to część dolna to rozległe łąki, stawy, alejki spacerowe.

## Infrastruktura
Przez park prowadzą ścieżki asfaltowe i żwirowe. W parku znajduje się ścieżka edukacyjna przybliżająca jego historię i plac zabaw.
Do ważnych obiektów parku należą:
- figura św. Jana Nepomucena z 1744
- staw z dwiema wysepkami[4]
- dawna oranżeria parkowa z 1914
- studnia Karola (niem. Karlusbrunnen), naprzeciwko której znajdowała się pustelnia rozebrana w latach 30. XX wieku[11].

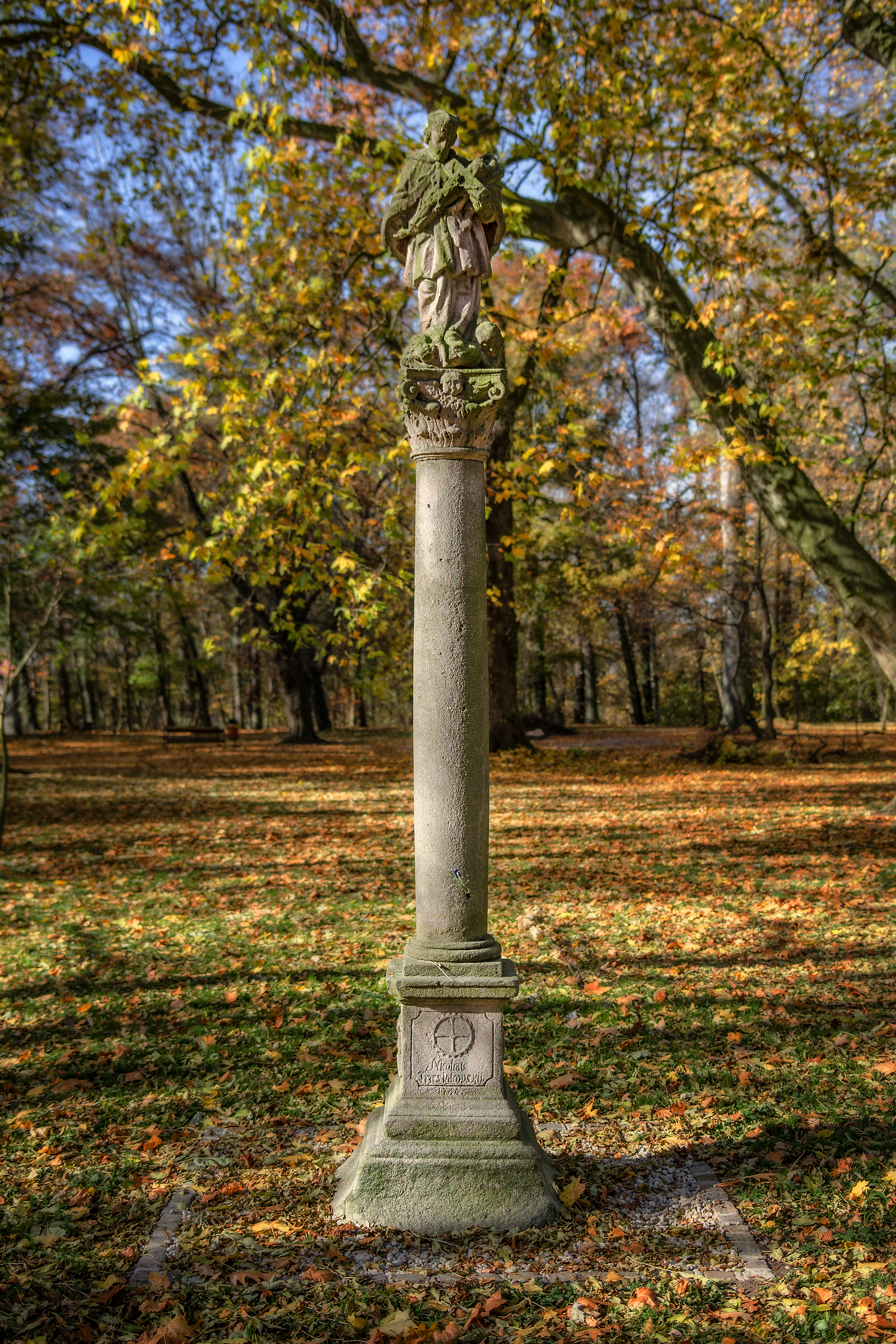
Figura św. Jana Nepomucena
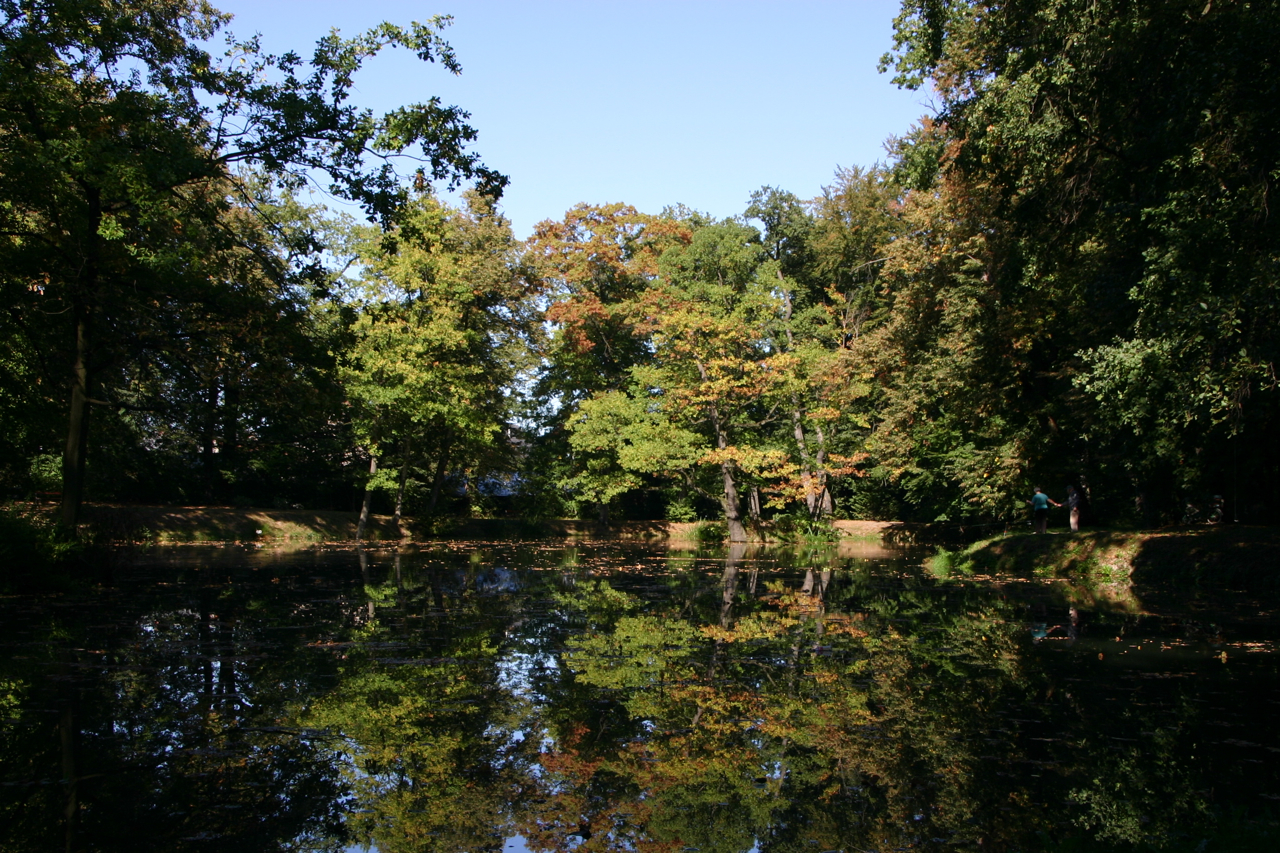
Staw